# Shade
Shade — текстовый квест в жанре психологического хоррора, написанный и изданный Эндрю Плоткиным в 2000 году.

## Сюжет
Действие Shade начинается с пробуждения безымянного протагониста в своей квартире-студии перед рассветом. Осмотр квартиры показывает, что протагонист собирается покинуть квартиру с целью путешествия в долину Смерти. После того, как протагонист находит билеты на самолёт и начинает выполнять различные задания из своего TODO-списка, бытовая техника и мебель неожиданно рассыпаются и превращаются в груды песка при касании. Квартира потихоньку начинает утопать в песке. Вскоре песок исчезает, что даёт возможность предположить, что происходящее было илюзией. У протагониста начинает кружиться голова и он решает присесть. Квартира внезапно исчезает и протагонист оказывается посреди пустыне. Он замечает маленькую гуманодную фигуру, бредущую сквозь песок; попытки взаимодействовать с фигурой ведут к тому, что она начинает идти всё более и более вяло, вплоть до остановки и смерти. В конце фигура говорит протагонисту: «ты выиграл, хорошо, теперь снова мой ход». Игра заканчивается словами «Больше нечего делать. Время проходит. Солнце восходит».

## Разработка
Shade написана Эндрю Плоткиным на языке программирования Inform 6. Изначально игра разрабатывалась к шестому ежегодному конкурсу Interactive Fiction Competition. Плоткин начал работать над игрой 2 сентября 2000 года, и завершил её к концу месяца, чтобы уложиться в сроки конкурса. В качестве подзаголовка игры Эндрю решил использовать «однокомнатная игра, разворачивающаяся в вашей квартире», что является шуточной отсылкой на клише «выход из комнаты».

## Награды и критика
Shade победила на XYZZY Awards 2000 года в номинации «Лучший сеттинг». Игра описывалась как «технически информационная» за отход от обычной системы пространственного перемещения; вместо него местонахождение игрока «показывается через нюансы и смещение акцентов». Эмили Шорт описывает Shade «самой близкой к „Сумеречной зоне“ игрой. Игра работает через боязнь: мы хотим знать, что будет дальше, но мы уверены, что там не будет ничего хорошего». В книге «Writing for Video Games» Shade стоит на первом месте в списке самых значимых текстовых квестов.